# Sandhults SK
Sandhults SK är en svensk sportklubb från Sandhult i Borås kommun som bland annat bedriver fotboll.Sandhult SK bildades 1941-08-25.
A-laget ligger och pendlar mellan division 5 och 6 från år till år. Klubbens hemmaplan heter Thåängen. Klubbens färger är Gula tröjor, svarta short och gula strumpor.
A-laget har de senaste säsongerna tränats av Emil Olsson. Säsongen 2022 spelar laget i division 6 Borås. Målet är som alltid att vinna serien och göra det med stil. Tränare Olssons fotbollsfilosofi är "Vinn och gör det snyggt". Laget är känt för att spela en possession-fotboll.
Klubben bedriver även ungdomslagsfotboll. Det bedrivs även karate och fäktning.
Klubben är känd för sin vackra fotboll och deras inställning till fair-play.
https://www.laget.se/SandhultsSK/